# イスマエル・ゴメス・ファルコン
イスマエル・ゴメス・ファルコン（Ismael Gómez Falcón、1985年4月24日 - ）は、スペイン・カディス出身の元サッカー選手。現役時代のポジションはゴールキーパー。

## 経歴
アトレティコ・マドリードではイバン・クエジャルと熾烈な第2GK争いをしていたが、2007年1月からセグンダ・ディビシオンのエルクレスCFにレンタル移籍した。同年7月、レンタル期間終了に伴いアトレティコ・マドリードに復帰した。
2008年にセルタ・デ・ビーゴへ移籍した。

## 所属クラブ
- 2001-2002  カディスCF・ミランディージャ（）
- 2002-2003  カディスCF
- 2003-2006  アトレティコ・マドリードB
- 2005-2008  アトレティコ・マドリード

→2007  エルクレスCF (loan)
- 2008-2011  セルタ・デ・ビーゴ
- 2011-2014  エルクレスCF
- 2014-2015  ADアルコルコン
- 2015-2016  コルドバCF
- 2016-2017  CDテネリフェ
- 2017-2021  エルクレスCF
- 2021-2022  アトレティコ・サンルケーニョCF
- 2022  サン・フェルナンドCD